# 阿尔勒博斯克
阿尔勒博斯克（法語：Arlebosc，法語發音：[aʁləbɔsk]）是法国阿尔代什省的一个市镇，属于罗讷河畔图尔农区。

## 地理
阿尔勒博斯克（45°2'11"N, 4°39'5"E）面积12.35 平方千米，位于法国奥弗涅-罗讷-阿尔卑斯大区阿尔代什省，该省份为法国东南部内陆省份，北起顺时针与卢瓦尔省、伊泽尔省、德龙省、沃克吕兹省、加尔省、洛泽尔省和上盧瓦爾省接壤。
与阿尔勒博斯克接壤的市镇（或旧市镇、城区）包括：博扎、布雪勒鲁瓦、勒克雷斯泰、昂皮拉尼、圣费利西安。

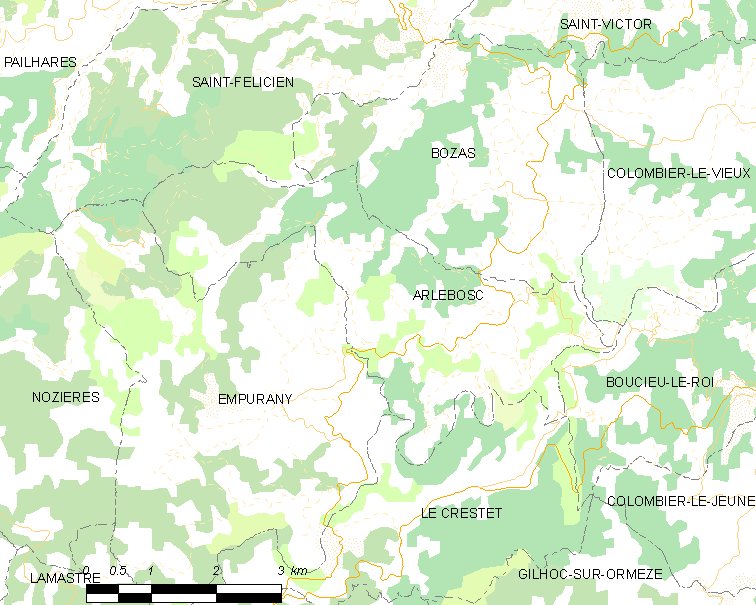
阿尔勒博斯克的OSM定位图

阿尔勒博斯克的时区为UTC+01:00、UTC+02:00（夏令时）。

## 行政
阿尔勒博斯克的邮政编码为07410，INSEE市镇编码为07014。

## 政治
阿尔勒博斯克所属的省级选区为上维瓦赖县。

## 人口

1962-2008年间阿尔勒博斯克人口变化图示

阿尔勒博斯克于2022年1月1日时的人口数量为361人。